# Institute for Law and Finance
Das Institute for Law and Finance (ILF) ist im Jahr 2002 als Stiftung der Goethe-Universität Frankfurt am Main im Zusammenwirken mit Aufsichtsbehörden, Banken und Anwaltssozietäten gegründet worden, um Lehre und Forschung im Bereich Law and Finance zu betreiben. Es hat seinen Sitz im House of Finance am Campus Westend der Goethe-Universität.
Das Institute for Law and Finance richtet den Studiengang LL.M Finance, den LL.M International Finance, sowie einen Frühlingslehrgang "Corporate Law in Practice" und einen Sommerlehrgang "Law of Banking and Capital Markets" aus. Die Lehrveranstaltungen werden meist von Praktikern aus dem Bereich Finanzwirtschaft und Recht geleitet.
Der geschäftsführende Direktor des ILF ist Andreas Cahn, Stiftungsfonds Commerzbank Stiftungsprofessur, Goethe-Universität Frankfurt. Theodor Baums, Professur für Zivil-, Unternehmens- & Kapitalmarktrecht, Goethe-Universität Frankfurt und Manfred Wandt, Direktor, Institut für Versicherungsrecht, Goethe-Universität Frankfurt sind Direktoren des ILF.

## LL.M. Finance Studiengang
Das Institute for Law and Finance bietet einen einjährigen post-graduierten Studiengang LL.M. (Finance) ("Master of Laws (Finance)") für Absolventen eines Studiums der Rechts- oder Wirtschaftswissenschaften an. Die deutsche Sprache gilt nicht als Voraussetzung für das Programm, da alle Kurse in englischer Sprache unterrichtet werden.
Rund 50 hoch qualifizierte Studenten werden jedes Jahr in das Programm aufgenommen. Das Programm richtet sich an Studenten, die Interesse daran haben, Theorie und Praxis im Bereich internationales Recht und Finanzen zu kombinieren. Berufserfahrung ist empfohlen. Das internationale Spektrum der Studenten ist besonders bemerkenswert: Über 20 verschiedene Länder sind unter den Studenten vertreten. Die Dozenten stammen überwiegend aus der Wirtschaft, in der Regel Partner von großen Kanzleien.
Unter den Kursen, die Studenten offenstehen, befinden sich zum Beispiel: "Law of Corporate Finance", "Capital Markets and Securities Law", "Risk and Reward: The Business of Financial Intermediation", "Financial Markets and Institutions", "Principles of International and Business", " Nuts and Bolts of M&A", "Accounting", "Fundamentals of Finance" sowie "Effective Negotiations". Zusätzlich bietet das ILF ein weitreichendes Kursangebot zu Themen des Versicherungs- und Kapitalmarktrechts sowie zu Project Finance.
Das Programm wird im neu errichteten House of Finance auf dem Campus Westend der Goethe-Universität unterrichtet. Es besteht ausschließlich aus Seminaren die während der normalen Vorlesungszeit werktags liegen. Ergänzend wird eine berufsbegleitende Studiumsoption angeboten, die Studiendauer verlängert sich dann auf maximal zwei Jahre.
Seit 2008 wird auch zusammen mit den Universitäten Deusto, Tilburg und Strasbourg ein Erasmus Mundus Programm „Master in Transnational Trade Law and Finance“ mit Anerkennung der Europäischen Union angeboten.
ILF Studenten sind vollwertige Mitglieder der Goethe-Universität Frankfurt am Main, die das LL.M. Masterzertifikat verleiht.

## Praktikum
Der LL.M. Finance Studiengang beinhaltet ein spezielles sieben- bis achtwöchiges Praktikum mit privaten und staatlichen Institutionen die das ILF unterstützen. Diese bestehen aus führenden internationalen Anwaltskanzleien, Banken, Wirtschaftsprüfern, der Europäischen Zentralbank, sowie der Deutschen Bundesbank und der Finanzmarktaufsicht.

## Internationale Austauschprogramme
Das ILF bietet Austauschprogramme mit der Columbia Law School, FGV Direito Rio, und der Amsterdam Business School.

## LL.M. International Finance Studiengang
Ab Oktober 2014, wird ein zusätzlicher Studiengang LL.M. International Finance für asiatische Studierende angeboten, die sich im europäischen Finanzrecht und in der Finanzwirtschaft in Vorlesungen ausschließlich in der englischen Sprache weiterbilden wollen.

## Frühjahrslehrgang
Das ILF bietet jedes Jahr im März einen zweiwöchigen Lehrgang zum Unternehmensrecht an. Die Teilnehmer sind junge Absolventen mit herausragenden Abschlüssen, die kurz vor dem Berufseinstieg stehen und sich weiterqualifizieren wollen. Der Lehrgang schließt die Lücke zwischen der universitären Ausbildung und der praktischen Anwendung.
Der Frühjahrslehrgang „Unternehmensrecht in der Beratungspraxis plus Fallstudie“, den das Institute for Law and Finance in Zusammenarbeit mit namhaften Anwaltssozietäten wie Ashurst, Shearman & Sterling und White & Case sowie in Kooperation mit JUVE und Lexxion im Frühjahr anbietet, soll einen umfassenden Einblick in praktisch bedeutsame Themen der unternehmensrechtlichen Beratung vermitteln.

## Sommerlehrgang
Das ILF veranstaltet ebenfalls jährlich im August einen zweiwöchigen Lehrgang zum Bank- und Kapitalmarktrecht, den das Institut in Zusammenarbeit mit renommierten Anwaltssozietäten wie  Freshfields Bruckhaus Deringer, Hengeler Mueller und Linklaters durchführt. Dieser soll einen umfassenden Einblick in die Praxis des Bank- und Kapitalmarktrechts und der Unternehmensfinanzierung in all ihren Facetten ermöglichen.
Die Referenten sind Vertreter aus den Großkanzleien sowie der Bankenbranche.

## Fakultät
Die Fakultät des ILF besteht aus führenden Akademikern sowie erfahrenen Praktikern aus Europas Banken, internationalen Anwaltssozietäten, der Europäischen Zentralbank, der Deutschen Bundesbank (German Central Bank) und der Finanzmarktaufsicht.

## Gremien
Gremien des ILF sind der aus drei Professoren der Goethe-Universität bestehende Vorstand, der wissenschaftliche Beirat, das Kuratorium und der Stiftungsrat. Vorsitzender des wissenschaftlichen Beirats ist der ehemalige Präsident der Europäischen Zentralbank, Jean-Claude Trichet.

## Standort
Das ILF befindet sich im House of Finance auf dem Campus Westend der Goethe-Universität Frankfurt. Das House of Finance vereinigt unter einem Dach rund 170 Wissenschaftler der universitären Abteilungen Finanzen, Geld und Währung, und Wirtschafts- und Kapitalmarktrecht.
Die durchgängig geöffnete Bibliothek des ILF (im House of Finance) basiert auf der weit reichenden Sammlung des ehemaligen Instituts für Ausländisches und Internationales Wirtschaftsrecht und enthält mehr als 30.000 Bände und rund 100 internationale Zeitschriften. Es gibt Zugang zu den Datenbanken der Jurisdata, LexisNexis und WestLaw sowie über die Stadt- und Universitätsbibliothek zu Fachblättern in Rechts-, Finanz- und Unternehmensbereichen. Die Bibliothek befindet sich in der Nähe der Stadt- und Universitätsbibliotheken. Die Deutsche Nationalbibliothek ist nur wenige Minuten entfernt. Des Weiteren haben Studenten Zugang zu den bibliothekarischen Ressourcen der Deutschen Bundesbank.
Der Computerraum des House of Finance ermöglicht Studenten rund um die Uhr Zugang zum Internet und zahlreichen Datenbanken. Das Gebäude ist flächendeckend mit WLAN ausgestattet. ILF Studenten sind volle Mitglieder der Universitätsgemeinde und berechtigt, alle Anlagen und Einrichtungen der Universität, die Studenten zugänglich sind, zu nutzen.